# Halsbandsjuveltrast
Halsbandsjuveltrast (Erythropitta arquata) är en fågel i familjen juveltrastar inom ordningen tättingar.

## Utseende och läte
Halsbandsjuveltrast är en skygg, marklevande knubbig fågel med unik fjäderdräkt. Undersidan är lysande röd, ansiktet orangefärgat och ryggen matt blågrön. Glittrande silverblått syns i ett "halsband", på armpennorna och i en linje från bakom ögat. Lätet består av en vissling som avslutas tvärt, ljusare och mer flöjtande än sabahjuveltrast utan den och granatjuveltrastens ringande karaktär.

## Utbredning och systematik
Fågeln förekommer i låglänt urskog på norra halvan av Borneo. Den behandlas som monotypisk, det vill säga att den inte delas in i några underarter.

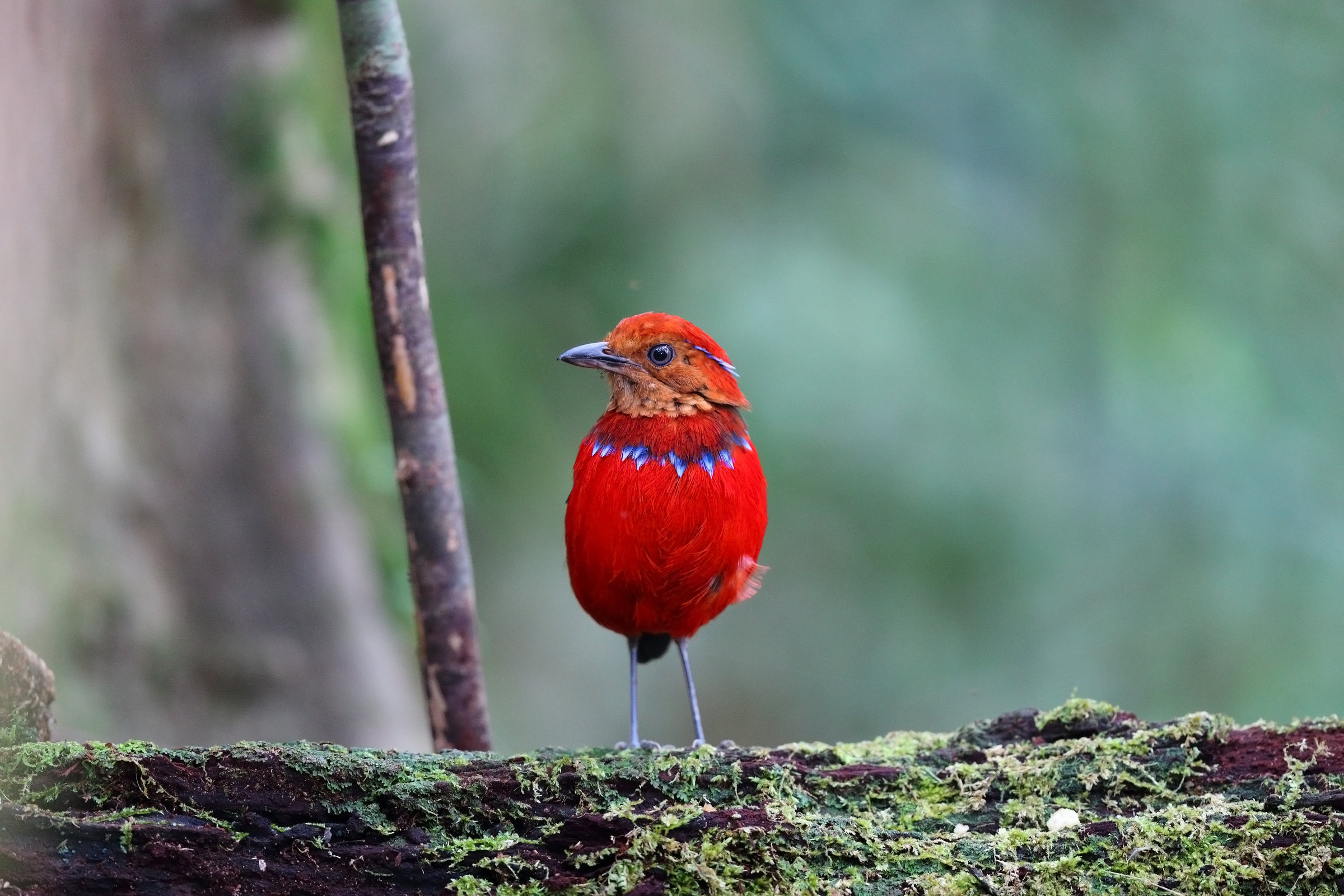

## Levnadssätt
Halsbandsjuveltrasten hittas i bergsskogar, framför allt vid bambustånd och fallna träd. 

## Status och hot
Arten har ett stort utbredningsområde, men tros minska i antal, dock inte tillräckligt kraftigt för att den ska betraktas som hotad. Internationella naturvårdsunionen IUCN listar därför arten som livskraftig (LC).